# Кундулун (Зиминский район)
Кундулун (бур. Хүндэлэн) — село в Зиминском районе Иркутской области России. Входит в состав Буринского муниципального образования.

## География
Находится примерно в 45 км к северу от районного центра.

## Происхождение названия
Название происходит от бурятского хүндэлэн — «поперечный» (поперечная долина).

## Население
| 2002 | 2010 | 2011 | 2012 |
| ---- | ---- | ---- | ---- |
| 75   | ↗111 | →111 | ↗113 |

По данным Всероссийской переписи, в 2010 году в селе проживало 111 человек (54 мужчины и 57 женщин). На 1 января 2015 года население села составляет 140 человек